# アルテュール・グリュミオー
アルテュール・グリュミオー（Arthur Grumiaux, 1921年3月21日 - 1986年10月16日）は、ベルギーのヴァイオリニスト。「一貫して美しい音色と完璧なイントネーション」を持っていることで知られている。ピアニストとしても活動した。

## 来歴
ベルギー、エノー州のヴィレ＝ペルヴァン（Villers-Perwin）で生まれた。労働者階級の出身だが、市民楽団で演奏していた祖父の強い奨めにより3歳でヴァイオリンを学び始めた。6歳の時、特別に許されてシャルルロワ音楽学校に入学し、ヴァイオリンとピアノを、さらに、11歳の時にブリュッセル王立音楽院に進み、ヴァイオリンを学んだ。パリに留学してジョルジュ・エネスコに入門もしている。
演奏家としてのデビューは、14歳(1935年)のブリュッセルでという説もあるが、18歳あるいは19歳の1940年、ブリュッセル交響楽団（Brussels Philharmonic)とともに、メンデルスゾーンの『ヴァイオリン協奏曲 ホ短調』の演奏が広く知られている。グリュミオーはナチス・ドイツへの協力演奏をしなかったため、第二次世界大戦中の演奏の機会は限られていたと考えられる。
1945年にロンドンデビューを果たし、1949年からはかつて自身も学んだブリュッセル王立音楽院のヴァイオリン科で教鞭を執った。
戦後になってからソリストとしての名声がうなぎ上りとなり、ピアニストのクララ・ハスキルをパートナーに迎えて演奏活動を行なった。1960年にハスキルが急死してからは、一個人としても演奏家としても虚脱感に見舞われている。
グリュミオーは音楽界への貢献が認められ、1973年に国王ボードゥアン1世により男爵に叙爵された。その後も持病の糖尿病に苦しめられながらヴァイオリンの指導を続けたが、1986年に心臓発作によりブリュッセルにて他界した。

## 特徴
グリュミオーは、あらゆるジャンルにわたってヴァイオリン作品を幅広く演奏・録音した。そのレパートリーは、バッハやヴィヴァルディといったバロック音楽の作曲家をはじめとして、モーツァルトやベートーヴェン、ブラームスといった古典派やロマン派の協奏曲やソナタ、ヴィオッティの協奏曲、パガニーニの超絶技巧協奏曲やその他協奏作品、フランクやフォーレのソナタといった近代以降の定番や、ヴュータンのようなお国ものに加えて、ベルクやストラヴィンスキーのような20世紀の音楽までに及んでいる。いずれの曲目においても、グリュミオー独特のヴァイオリンの艶やかな音色と、瑞々しいまでの抒情性が抜きん出ており、同時に気高い品格を感じさせるのがグリュミオーの演奏様式の特色である。特に、グリュミオーのヴィブラートはヴァイオリンの演奏史上最も美しいと称される。
ピアニストとしては、多重録音によるモーツァルトのヴァイオリンソナタや、ブラームスの『ヴァイオリンソナタ第2番』などを録音している。また、長いこと行方不明だったパガニーニの『ヴァイオリン協奏曲第4番』を1954年に復活初演・録音し、自身でカデンツァも書いた。
著名な弟子にはオーギュスタン・デュメイがいる。

## 使用した楽器
ヴァイオリン
- グァルネリ・デル・ジェス：1744年製「Rose」。
- ストラディヴァリウス：1715年製「ティティアン（"Titian"）」、1727年製の「エクス＝ジェネラル・デュポン ("Ex-General Dupont")」。
- ジャン＝バティスト・ヴィヨーム：1866年製（現在は「エクス＝グリュミオー」として知られ、ジェニファー・コウが所有している）。

肩当ては、ドイツのGEWA社のModell llを使用している。